# グライコーム
グライコーム（Glycome）とは、ある生物の持つ全ての糖を網羅したものである。これには、単独で存在している糖も、他の物質と複合体を形成している糖も含まれる。また、細胞に含まれる全ての炭水化物、と定義することもできる。グライコームは、自然界で最も複雑なカタログの一つである。グライコームは糖生物学で研究され、これはしばしばグライコミクスと言われる。
扱われる炭水化物の多様性が非常に大きく、また炭水化物同士や炭水化物-タンパク質間の結合や相互作用のしかたが多様であるため、グライコームはプロテオームよりも遥かに複雑である。しかし、質量分析器を用いた微量分析とバイオインフォマティクスの技術により、体系的なカタログ作りは可能となりつつある。
カリフォルニア大学医学部教授のAjit Varkiは、「おそらくグライコームはゲノムの数千倍も複雑だろう」と述べている。